# Фигурное катание на зимних Олимпийских играх 2018
Соревнования по фигурному катанию на зимних Олимпийских играх 2018 года в Пхёнчхан (Республика Корея) прошли на льду Ледового зала Кёнпхо с 9 по 23 февраля. Как и четыре года назад, было разыграно 5 комплектов наград. Соревнования прошли в командных соревнованиях, мужском и женском одиночном катании, в парном катании, а также в танцах на льду.
Канадские фигуристы Тесса Вертью и Скотт Моир, завоевав две золотые медали (1 в танцах на льду и 1 в командных соревнованиях), стали самыми титулованными олимпийскими фигуристами в истории.
Хавьер Фернандес принёс Испании первую в истории олимпийскую медаль в фигурном катании.

## Медали

### Общий зачёт
(Жирным выделено самое большое количество медалей в своей категории; принимающая страна также выделена)
| Общее количество медалей |                                  |        |         |        |       |
| Место                    | Страна                           | Золото | Серебро | Бронза | Всего |
| 1                        | Канада                           | 2      | 0       | 2      | 4     |
| 2                        | Олимпийские спортсмены из России | 1      | 2       | 0      | 3     |
| 3                        | Япония                           | 1      | 1       | 0      | 2     |
| 4                        | Германия                         | 1      | 0       | 0      | 1     |
| 5                        | Китай                            | 0      | 1       | 0      | 1     |
| 5                        | Франция                          | 0      | 1       | 0      | 1     |
| 7                        | США                              | 0      | 0       | 2      | 2     |
| 8                        | Испания                          | 0      | 0       | 1      | 1     |
| Всего                    | Всего                            | 5      | 5       | 5      | 15    |

### Медалисты
| Дисциплина                | Золото | Серебро | Бронза |
| Мужское одиночное катание | Юдзуру Ханю Япония                                                                                                 | Сёма Уно Япония | Хавьер Фернандес Испания |
| Женское одиночное катание | Алина Загитова ОСР                                                                                                 | Евгения Медведева ОСР | Кэйтлин Осмонд Канада |
| Парное катание            | Германия · Алёна Савченко · Брюно Массо                                                                            | Китай · Суй Вэньцзин · Хань Цун | Канада · Меган Дюамель · Эрик Рэдфорд                                                                                       |
| Танцы на льду             | Канада · Тесса Вертью · Скотт Моир                                                                                 | Франция · Габриэла Пападакис · Гийом Сизерон | США · Майя Шибутани · Алекс Шибутани                                                                                        |
| Командные соревнования    | Канада · Патрик Чан · Кэйтлин Осмонд · Габриэль Дэйлман · Меган Дюамель · Эрик Рэдфорд · Тесса Вертью · Скотт Моир | ОСР · Михаил Коляда · Евгения Медведева · Алина Загитова · Евгения Тарасова · Владимир Морозов · Наталья Забияко · Александр Энберт · Екатерина Боброва · Дмитрий Соловьёв | США · Нэтан Чен · Адам Риппон · Брэди Теннелл · Мирай Нагасу · Алекса Шимека · Крис Книрим · Майя Шибутани · Алекс Шибутани |

## Расписание
Расписание всех соревнований согласно официальному сайту:

Время местное (UTC+9)
| День | Дата       | Соревнования           | Вид           | Программа / Танец | Программа / Танец |
| День | Дата       | Соревнования           | Вид           | Короткая          | Произвольная      |
| ---- | ---------- | ---------------------- | ------------- | ----------------- | ----------------- |
| 1    | 9 февраля  | Командные соревнования | Мужчины       | 10:00             |                   |
| 1    | 9 февраля  | Командные соревнования | Пары          | 10:00             |                   |
| 3    | 11 февраля | Командные соревнования | Танцы на льду | 10:00             |                   |
| 3    | 11 февраля | Командные соревнования | Женщины       | 10:00             |                   |
| 3    | 11 февраля | Командные соревнования | Пары          |                   | 10:00             |
| 4    | 12 февраля | Командные соревнования | Мужчины       |                   | 10:00             |
| 4    | 12 февраля | Командные соревнования | Женщины       |                   | 10:00             |
| 4    | 12 февраля | Командные соревнования | Танцы на льду |                   | 10:00             |
| 6    | 14 февраля | Личные соревнования    | Пары          | 10:00             |                   |
| 7    | 15 февраля | Личные соревнования    | Пары          |                   | 10:30             |
| 8    | 16 февраля | Личные соревнования    | Мужчины       | 10:00             |                   |
| 9    | 17 февраля | Личные соревнования    | Мужчины       |                   | 10:00             |
| 11   | 19 февраля | Личные соревнования    | Танцы на льду | 10:00             |                   |
| 12   | 20 февраля | Личные соревнования    | Танцы на льду |                   | 10:00             |
| 13   | 21 февраля | Личные соревнования    | Женщины       | 10:00             |                   |
| 15   | 23 февраля | Личные соревнования    | Женщины       |                   | 10:00             |
| 17   | 25 февраля | Гала-концерт           | Гала-концерт  | 09:30             | 09:30             |

## Квалификация
В общей сложности квота МОК содержит 148 олимпийских лицензий. Допускается расширение квоты при условии, что в командном турнире у одной из сборных не будет квалификации в индивидуальных видах. Один Национальный олимпийский комитет может быть представлен максимально 18 спортсменами (9 мужчин и 9 женщин).
80 % всех мест (по 24 одиночника, 16 спортивных и 19 танцевальных пар) определялись по итогам чемпионата мира 2017 года в Хельсинки. Оставшиеся места были распределены на турнире Nebelhorn Trophy в Оберсдорфе, который прошёл с 27 по 30 сентября 2017 года.

## Представительство по странам
Всего в Олимпийских играх примут участие рекордное количество спортсменов 153 фигуриста (76 мужчин и 77 женщин) из 32 стран (в скобках указано количество фигуристов от страны):
| - Австралия (4) - Австрия (2) - Бельгия (2) - Бразилия (1) - Великобритания (2) - Венгрия (1) - Германия (8) - Грузия (1) - Израиль (7) - Испания (4) - Италия (11) | - Казахстан (3) - Канада (17) - Китай (11) - КНДР (2)* - Латвия (2) - Малайзия (1) - Польша (2) - ОСР (15) - Словакия (2) - США (14) | - Турция (2) - Узбекистан (1) - Украина (4) - Филиппины (1) - Финляндия (1) - Франция (8) - Чехия (5) - Швейцария (1) - Швеция (1) - Республика Корея (7) - Япония (9) |

- * Спортсмены КНДР приняли решение не принимать участие в Олимпийских играх 2018 года. Однако в январе они поменяли своё мнение именно этим было обусловлено также присутствие японских парников.

## Факты
- В соревнованиях по фигурному катанию принимали участие рекордное количество фигуристов — 153 спортсмена.
- Самой молодой фигуристкой на Олимпиаде-2018 была Алина Загитова из России, выступающая как одиночница, ей было на тот момент всего 15 лет и 281 день.
- Самой возрастной фигуристкой на Олимпиаде-2018 была Алёна Савченко из Германии, выступающая в спортивной паре с Бруно Массо, ей было 34 года и 27 дней.
- На Олимпийских играх немногочисленная спортивная делегация Израиля более чем наполовину состояла из фигуристов.
- На Олимпийских играх спортивные делегации Филиппин, Малайзии и Узбекистана наполовину состояла из фигуристов.
- На Олимпийских играх немногочисленная спортивная делегация Испании на треть состояла из фигуристов.
- В спортивных делегациях Турции и Грузии на XXIII зимних Олимпийских Играх фигуристы составляли четверть своих делегаций.